# Zańki Pierwsze
Zańki Pierwsze (biał. Занкі 1; ros. Занки 1), Zańki – wieś na Białorusi, w obwodzie grodzieńskim, w rejonie świsłockim, w sielsowiecie Świsłocz.
W dwudziestoleciu międzywojennym miejscowość leżała w Polsce, w województwie białostockim, w powiecie wołkowyskim, w gminie Świsłocz. 16 października 1933 wieś utworzyła gromadę o nazwie Zanki I w gminie Świsłocz. Po II wojnie światowej weszła w struktury ZSRR.